# Ōguri Hiroshi
Ōguri Hiroshi (auch Ohguri; jap. 大栗 裕; * 9. Juli 1918 in Osaka, Präfektur Osaka; † 18. April 1982) war ein japanischer Komponist und Hornist.
Als Sohn einer Kaufmannsfamilie wuchs er in Osakas Stadtteil Senba, dem Handelszentrum, auf. Sein Vater spielte ein traditionelles japanisches Instrument Gidayū. Mit europäischer Musik kam er erstmals 1931 in Berührung auf der Handelsschule Tennōji (天王寺商業学校, Ōsaka-shiritsu Tennōji shōgyō gakkō) in Osaka. Dort wurde er Mitglied des Blasorchesters und spielte Horn. Auch wenn er sich zu einem ausgezeichneten Hornisten entwickelt hatte, wollte er mehr. Autodidaktisch erlernte er zunächst Komposition. 1936 graduierte er an der Handelsschule und seine Kompositionen wurden von dem Blasorchester der Oberschule ausgeführt.
Nach dem Oberschulabschluss musste er traditionsgemäß erst im elterlichen Handelshaus mitarbeiten. Jedoch trieb ihn wohl sein Enthusiasmus für die Musik nach Tokio. Dort studierte er Horn und 1941 wurde er Hornist im Tokyo Symphony Orchestra, dem Vorgänger des heutigen Philharmonieorchesters Tokio, unter der damaligen Leitung von Manfred Gurlitt. Mit diesem Orchester wurden sehr viele Werke europäischer Komponisten aufgeführt, insofern stimulierten ihn die Werke Japanischer Komponisten wie Ifukube Akira, Hayasaka Fumio und Watanabe Urato besonders.
1946 wechselte er als Solo-Hornist zum Japan Symphony Orchestra, dem Vorgänger des NHK-Sinfonieorchesters. 1949 ging er nach Osaka zurück und wurde 1950 Mitglied des Kansai Symphony Orchestra, das später in Philharmonie-Orchester Osaka umbenannt wurde. In diesem Orchester wirkte er bis 1966. Ferner wirkte er als Dozent am Kyoto College of Woman und am Osaka College for Music.
Er hinterließ ein recht umfangreiches Œuvre, in das er die Kultur und Traditionen seiner Heimatstadt und deren Umgebung (Kyōto, Kōbe etc.) oftmals integrierte.

## Werke für Orchester
- 1955 Fantasy on Osaka Folk Tunes
- 1963 Violin Concerto
  1. Allegro
  2. Lento
  3. Allegro Vivace
- 1977 Legend for Orchestra - after the Tale of Ama-no-Iwayado
- 1979 Rhapsody on Osaka Nursery Rhymes

## Werke für Blasorchester
- 1973 A Dedication to the Late Father who died after a traffic Ancient
- 1973 Shin-wa A Myth for Symphonic Band
- 1974 Fantasy on Osaka Folk Tunes for Band
- 1976 Pikatakamu and Okikurumi
- A myth for symphonic band
- Burlesque for Band
- History of Japan für Symphonisches Blasorchester und Chor
- Mask Fantasy
- MikonoUtaeru Uta
- Rhapsody for Band

## Werke für Zupforchester
- 1967 Sinfonietta no.1
- 1974 Sinfonietta no.2 Romantic
- 1975 Sinfonietta no.3 Gholghola's Hill
- 1975 Sinfonietta no.4 Labyrinthos
- 1977 Sinfonietta no.5
- 1978 Sinfonietta no.6 Dogū
- 1981 Sinfonietta no.7 Contrast
- 1972 Suite Kugutsushi (Puppet master)
- 1976 Symphonic three movements Fujutsushi (Shaman)
- 1977 Suite Onmyoji (Master of Onmyodo)
- 1978 Ancient Dances
- 1978 Meditation
- 1979 Dance poem
- 1980 Burlesque

## Weblink
- Hiroshi Ohguri bei Naxos

| Personendaten    | Personendaten                        |
| ---------------- | ------------------------------------ |
| NAME             | Ōguri, Hiroshi                       |
| ALTERNATIVNAMEN  | 大栗 裕 (japanisch); Ohguri, Hiroshi |
| KURZBESCHREIBUNG | japanischer Komponist und Hornist    |
| GEBURTSDATUM     | 9. Juli 1918                         |
| GEBURTSORT       | Osaka, Japan                         |
| STERBEDATUM      | 18. April 1982                       |